# Szpasszk-Dalnyij
Szpasszk-Dalnyij (Спасск-Дальний) városkörzet és a Szpasszki járás székhelye Oroszország Tengermelléki határterületén. Mintegy 180 km-re északra fekszik Vlagyivosztoktól, a Hanka-tó menti síkságon, a Transzszibériai vasútvonal mentén (9048 km) a Szpaszovka és a Kulesovka folyók partján.  
Lakossága: 51,7 ezer fő (2002); 44 173 fő (a 2010. évi népszámláláskor).

## Története
A földműves kolonizáció során népesítették be területét, 1885-ben alakult meg az első falu Szpasszkoje néven. 1906-ban épült fel Jevgenyjevka vasútállomás, melyet közigazgatásilag 1926-ban csatoltak a városhoz. Szpasszkot 1917-ben nyilvánították várossá, 1929-ben kapta a régióra utaló Dalnyij (Távoli) utónevet. A polgárháború idején számos összecsapás színhelye, ezt a városban emlékművek jelzik.

## Gazdasága
Legfontosabb ipari üzeme az 1907-ben alapított cementgyár, mely a környék mészkő- és márgakészleteit használja fel. Azbesztcementgyártás, vasbetonelemgyár, egészségügyi felszerelések gyártása, élelmiszeripar (hús- és tejüzem, gyümölcskonzervgyár). Textil- és cipőgyártása kisebb jelentőségű.

## Látnivalók
A város két legrégebbi épülete a vasútállomás és a gimnázium. A Szpasszki-barlang 1981 óta élvez védelmet.

## Külső hivatkozások
- Információk a városról és a járásról (oroszul)